# Otevřeno Jimramov
Otevřeno Jimramov (v roce 1990 nazván 1. vysočinský festival křesťanské a spřátelené hudby Jimramov) je hudební festival, který se od roku 1989 koná každoročně v létě, od roku 1990 převážně v areálu parku Bludník v Jimramově v okrese Žďár nad Sázavou. Současný název nese od 7. ročníku (1996).

## Jednotlivé ročníky

### 1989
Nultý ročník, tehdy se spíše jednalo o minifestival, se uskutečnil v červnu 1989 na faře v Telecím. Jelikož Karel Vepřek a skupina Oboroh nakonec nedorazili, stali se hlavními taháky Tomáš Najbrt a tehdy ještě bezejmenná skupina, dnes známá jako Jericho.

### 1990
Od prvního ročníku se již festival koná v Jimramově, kam jej pomohl získat tehdejší starosta Jan Keller a jeho syn Filip. Po dlouhém hledání se role moderátora zhostil Štěpán Hájek. Mezi účastníky se objevili Karel Vepřek, Tomáš Najbrt, David Mikolášek (vystoupil místo svého bratra Bohdana), Ivan Hoffman, Svatopluk Karásek či skupiny Oboroh a Jericho.

### 1991
Ještě před začátkem ročníku došlo k zaregistrování organizátorů pod značkou H&S (Hudba a slovo). Festival se poprvé konal ve dvou dnech, když hudební části předcházela zábava v Poličce. Vlastní hudební program byl narušen deštěm, takže část byla přesunuta do jimramovské sokolovny. Kromě tradičního Jericha (nevynechali jediný ročník) se druhého ročníku zúčastnil např. Svatopluk Karásek či skupiny Oboroh a Otcovy děti.

### 1992
Také třetí ročník se uskutečnil ve dvou dnech a jeho moderátorkou byla Irena Škeříková. Do tohoto ročníku festival financovali především organizátoři za pomoci OÚ Jimramov, v roce 1992 přispěli dva noví sponzoři – YMCA a Knihkupectví Beran.

### 1993
Před začátkem dalšího ročníku došlo ke změně značky organizátorů. H&S zanikla a organizátoři přešli pod Unijazz (dříve Jazzová sekce) jako klub Sluníčko. Ke změně došlo i u zábavy, která se přesunula do Maršovic. Moderátory čtvrtého ročníku byli Pavel Pokorný a Michal Plzák, na festivalu vystoupily např. T.N.M., Původní Bureš, Zuby nehty, Aku-Aku či Sluníčko.

### 1994
Změnám se nevyhnul ani pátý ročník. Poprvé se festival protáhl na tři dny, poprvé se na něm objevil zahraniční účastník (nizozemská skupina Allért) a v rámci pořadu o Jimramovu se festival objevil i v televizi. Moderátorem se stal Martin Čech, z účinkujících je třeba zmínit např. Pellarův pavilon lehčích případů (tehdy ještě recitační skupinu), Swing jazz klub, Betulu Pendulu, Kloaku či Oboroh.

### 1995
V následujícím ročníku se organizátoři rozhodli vsadit na osvědčená jména, jelikož rok předtím se festival poprvé ocitl v minusu. V hudební části tehdy vystoupili např. obnovení Berani či Luboš Andršt, se kterým kvůli dopravní nehodě jeho vlastní kapely hrálo Jericho. Moderování přijali Karel Vepřek a Miloš Rejchrt z Českého rozhlasu.

### 1996
V roce 1996 prošel festival řadou změn, mj. dostal i svůj nový a současný název. Na rozdíl od předchozích ročníků odpadla z doprovodného programu zábava, kterou nahradilo promítání filmů (velký ohlas sklidil zejména film Leningradští kovbojové) a výstava fotografií ze Somálska od Vojtěcha Vlka. Celý festival zakončil varhanní koncert a film Koyaanisquatsi s hudbou Phila Glasse.

### 1997
V podstatě už v roce 1996 byla nastavena podoba festivalu, která vydržela do současnosti. Na následujícím osmém ročníku se opět objevily filmy (Mrtvý muž a Mina Tannenbaum), výstava fotografií (tentokrát od Romana Hübnera), které doplnila divadelní představení poličského Poprasku a Orfea. V hudební části pak vystoupily např. Jericho, Rezavá klec, Hadry z těla, Původní Bureš, Traband, Berani, Blues Band Luboše Andršta, Neutuchající veselí či Znouzectnost.

### 1998
V devátém ročníku došlo k mírnému rozšíření festivalu, když jeho součástí byla i komentovaná procházka po Jimramově. V kině se pak promítali filmy Svéráz národního lovu či Zločin v šantánu, na pódiu v Bludníku zase vystoupily např. Jericho, Původní Bureš, Znouzectnost, Traband, Oboroh, -123 min., Chudák paní Popelková či Lázaro Cruz se svojí kapelou.

### 1999
Jubilejní desátý ročník přinesl opětovné navýšení účastníků – hudebních, filmových i divadelních. Stejně jako v předchozích dvou letech se objevil poličský divadelní soubor Poprask, které doplňovalo např. Divadlo Continuo; v kině se promítaly např. filmy Život Briana či Carmina burana. Co se týká hudebních účastníků, tak kromě stálic (např. Jericho, Oboroh, Původní Bureš či Zuby nehty) se představily např. i Šántí, Radůza, Majerovy brzdové tabulky, Oldřich Janota či pěvecký sbor Vocatus.

### 2000
V následujícím roce došlo ke snížení počtu účastníků. Divadelní program se tentokrát musel obejít bez poličského Poprasku, místo kterého se objevily Zmalované buchty; z filmů se opět představili pythoni, tentokrát s filmem Monty Python a Svatý Grál, či Rok koně od Jima Jarmusche. Na hudební scéně se ze stálic objevily skupiny Jericho a Traband, které doplňovaly např. Bez iluze, Precedens, Divokej Bill, Čtyřlístek, Üzo, My Dry Willow či Rasim Akirfa.

### 2007

Účastníci festivalu (2007; výběr)
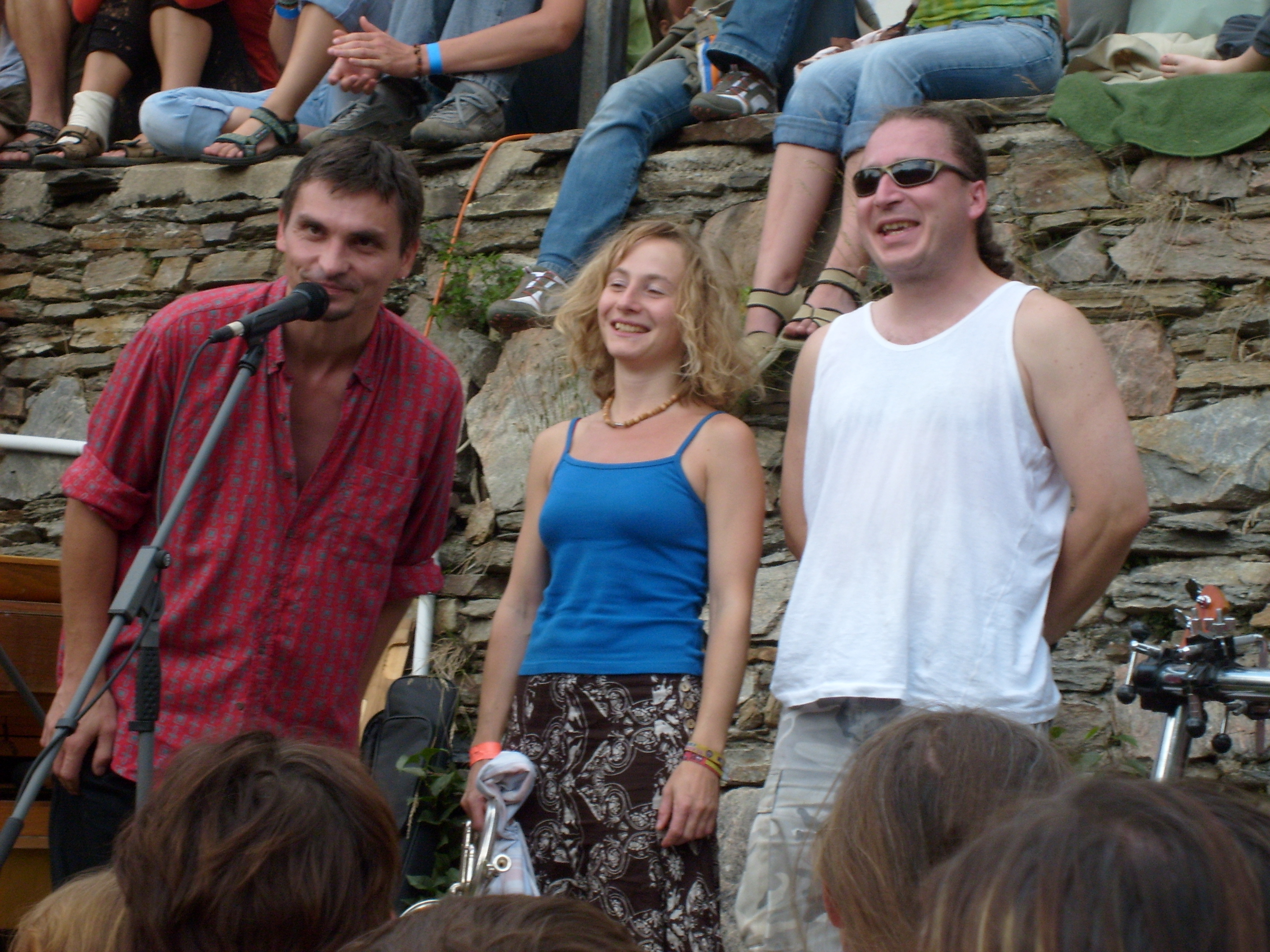
Traband
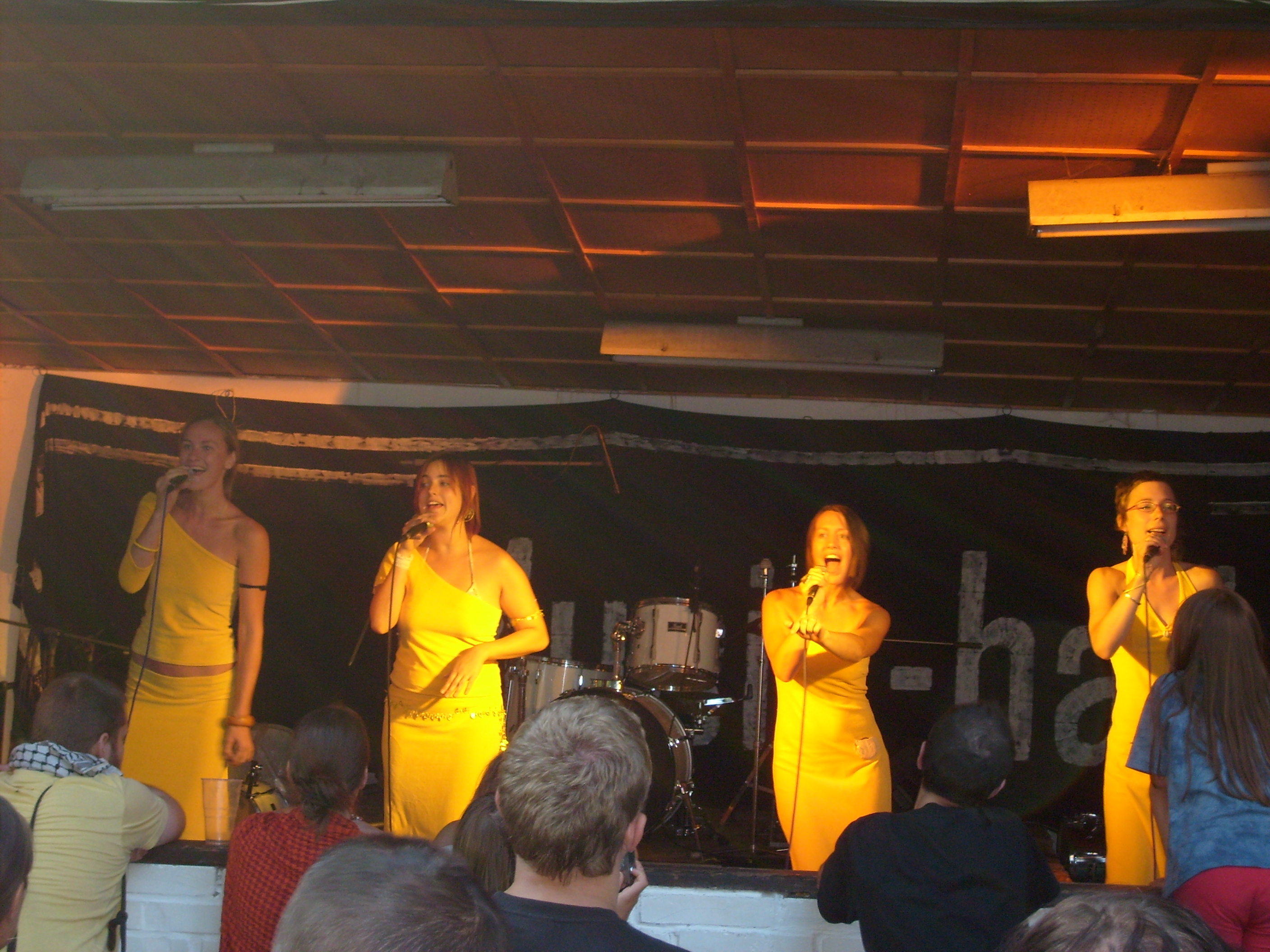
Yellow Sisters

### 2009

Účastníci festivalu (2009; výběr)
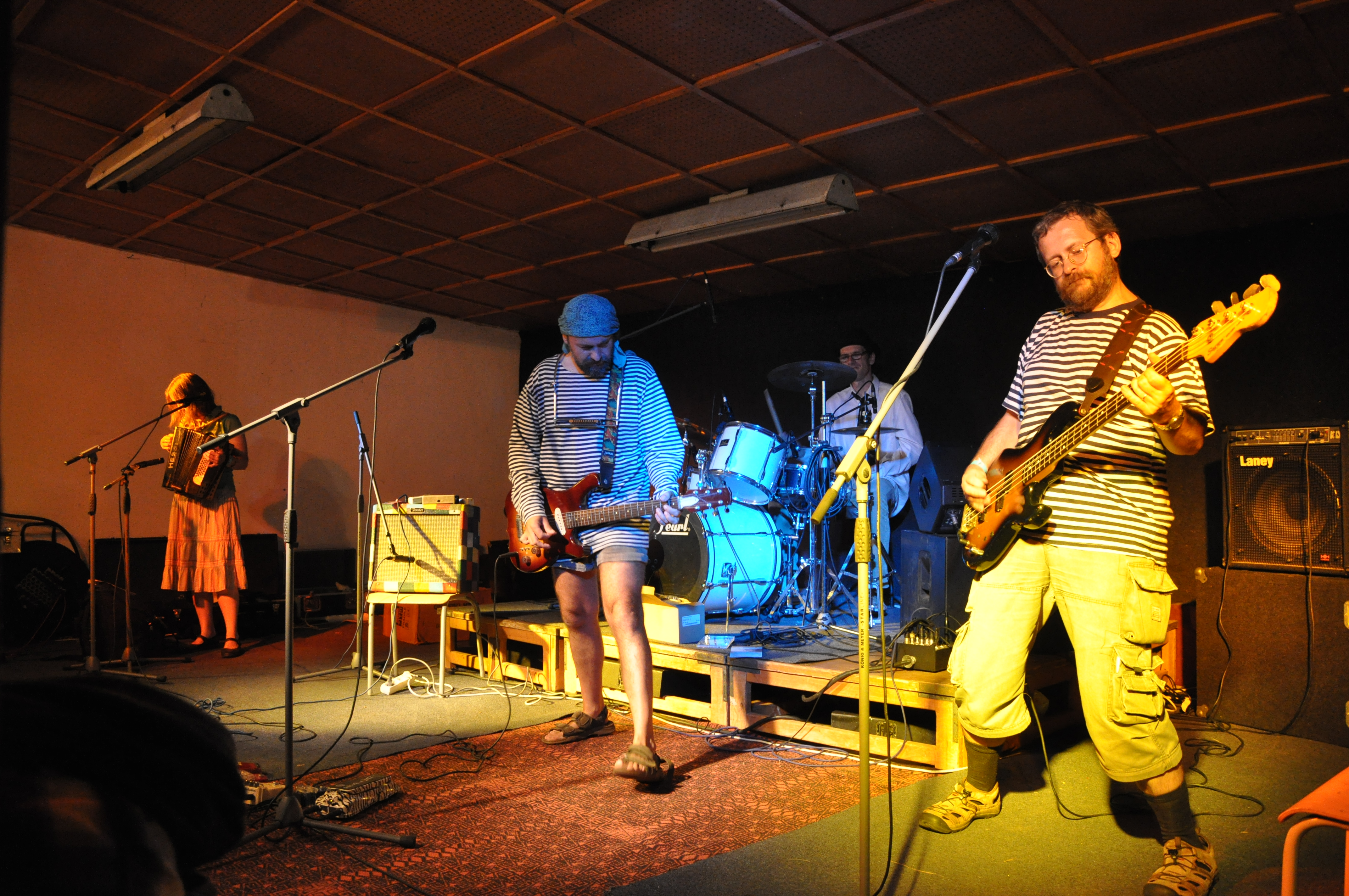
Původní Bureš
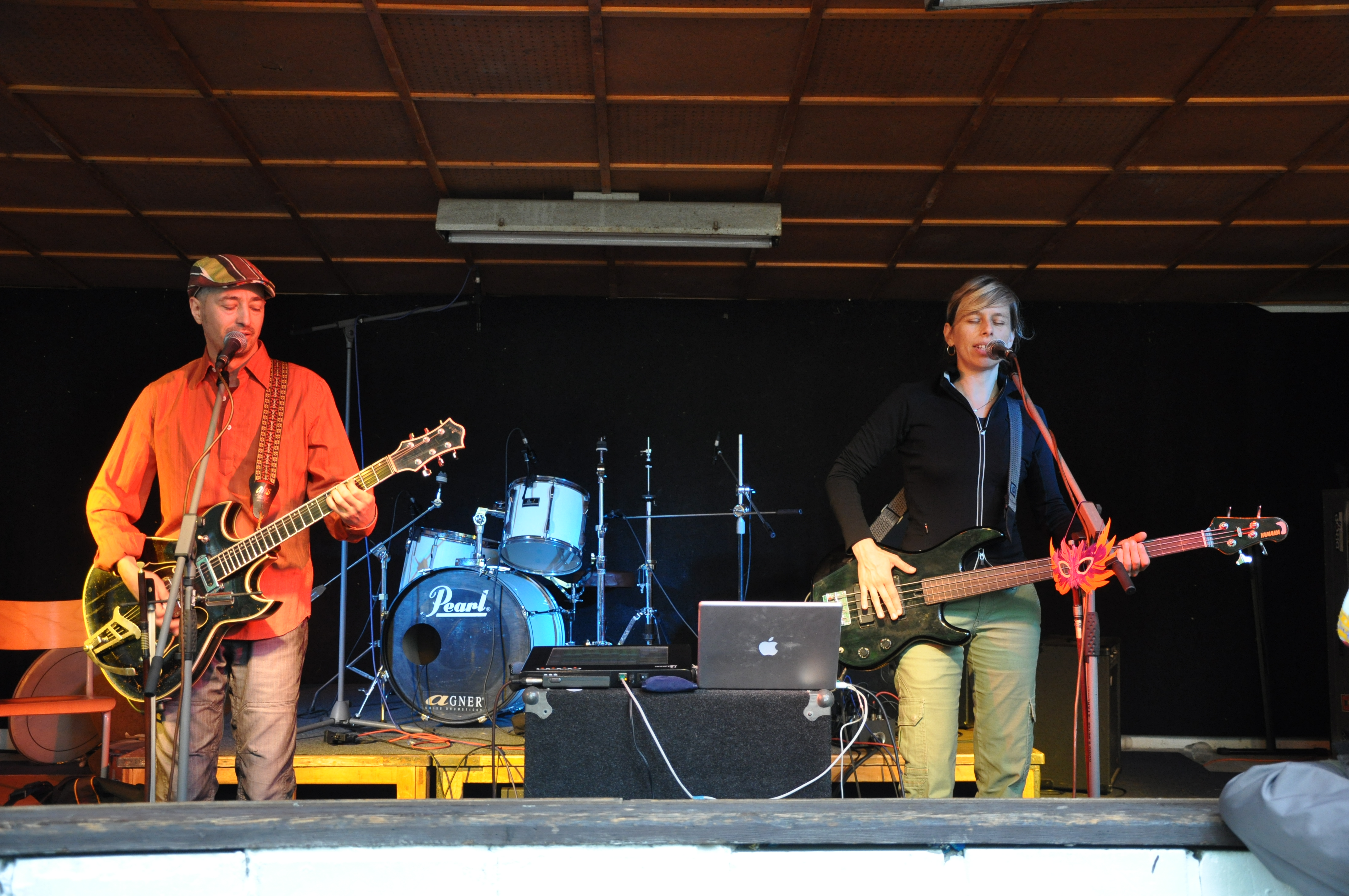
Longital
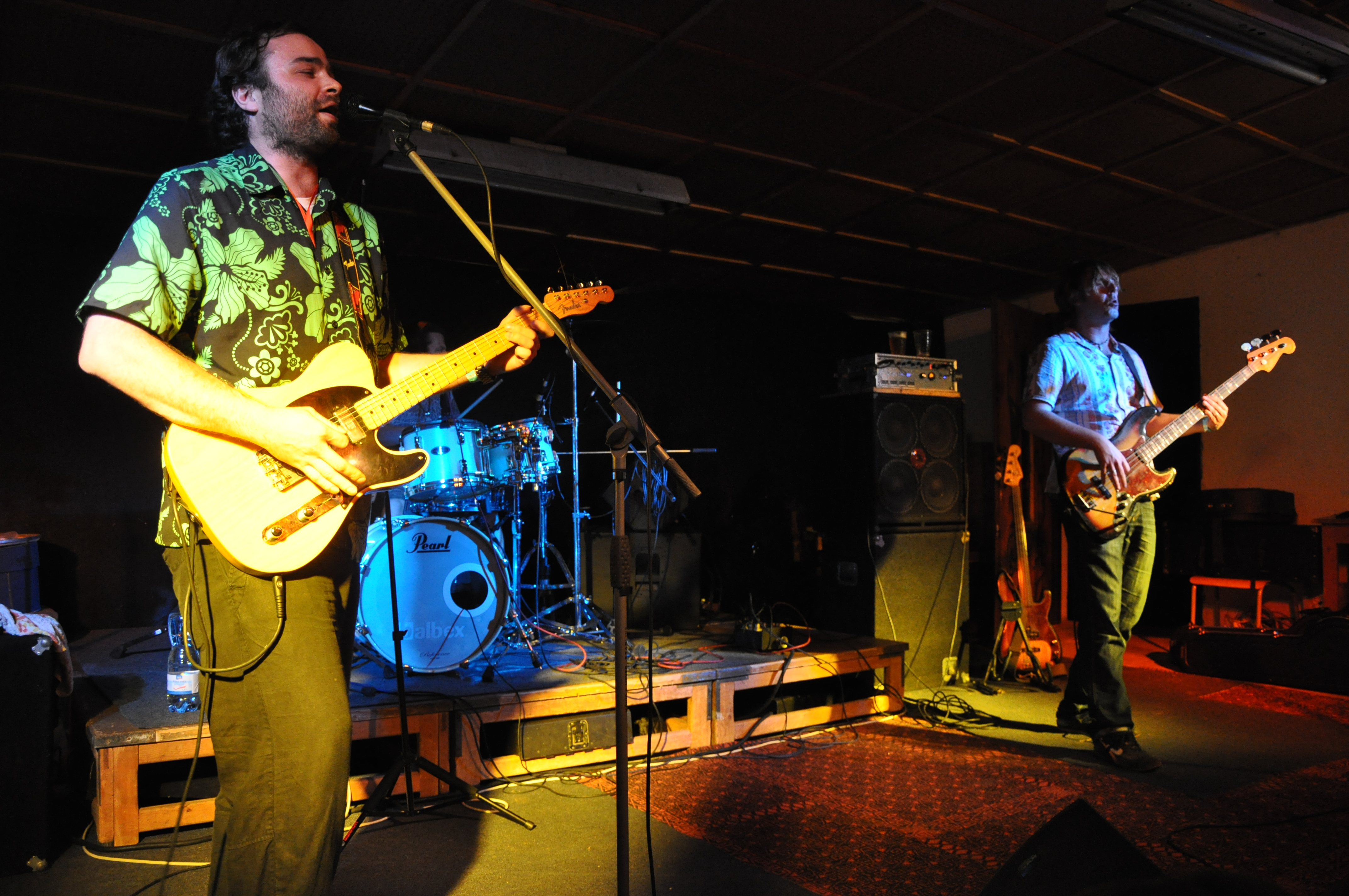
-123 min.
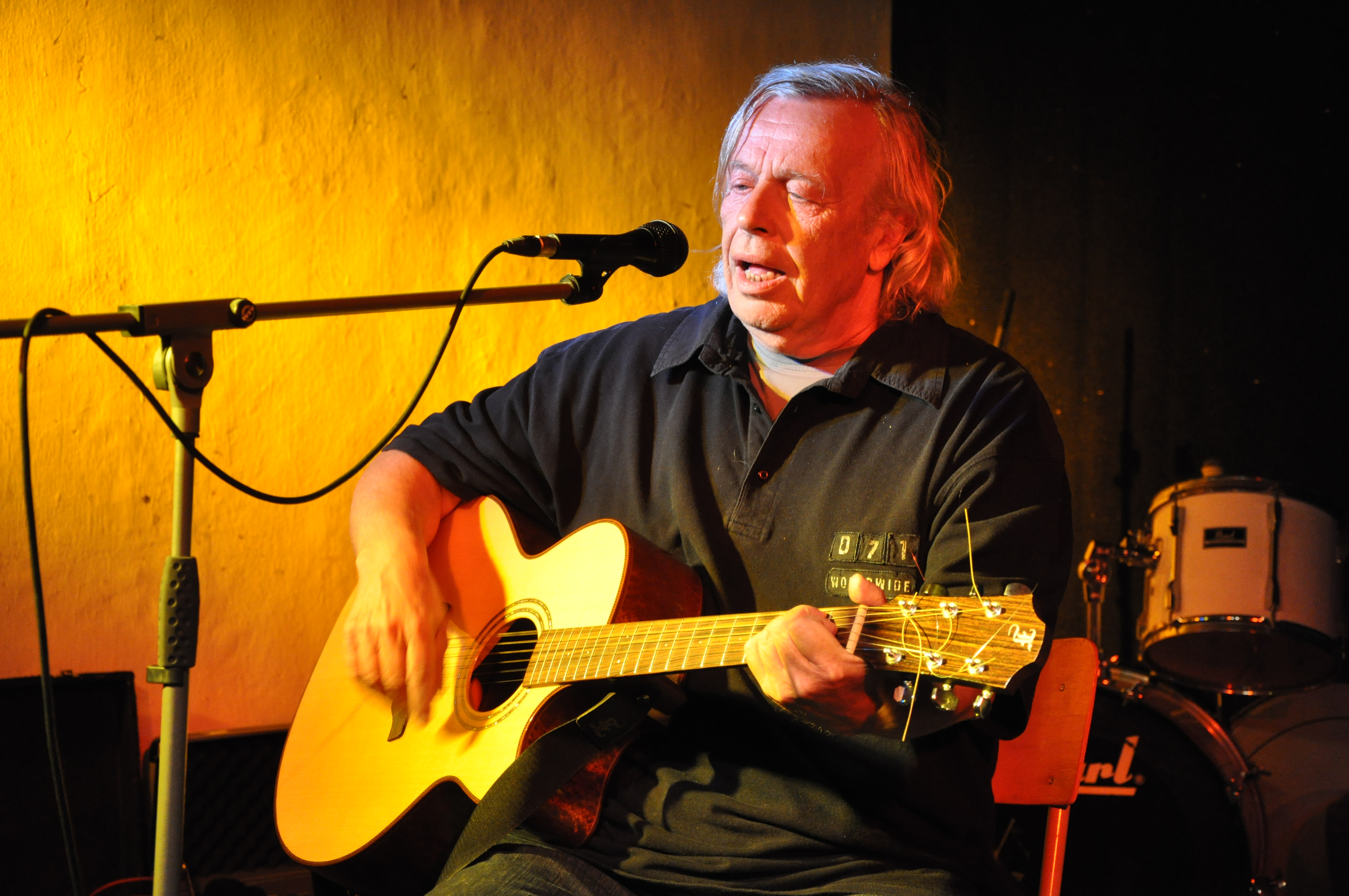
Svatopluk Karásek

### 2010
Už jedenadvacátý ročník festivalu se uskutečnil v roce 2010, který mj. přinesl výstavu obrazů a skulptur Jardy Svobody či filmy Panelstory a Gympl. Součástí byl i tzv. irský stan, na oficiálních stránkách festivalu označovaný jako lázeňské zařízení, s hudbou od žďárského Old Wave Bandu a Víta Šujana. V hudební části festivalu se opět objevila stálice v podobě skupiny Jericho, dále pak např. Abakuk, Baklažán, Mužy, El Amarna, Naslouchejte hlasu vypravěče či Quakvarteto.

Účastníci festivalu (2010; výběr)
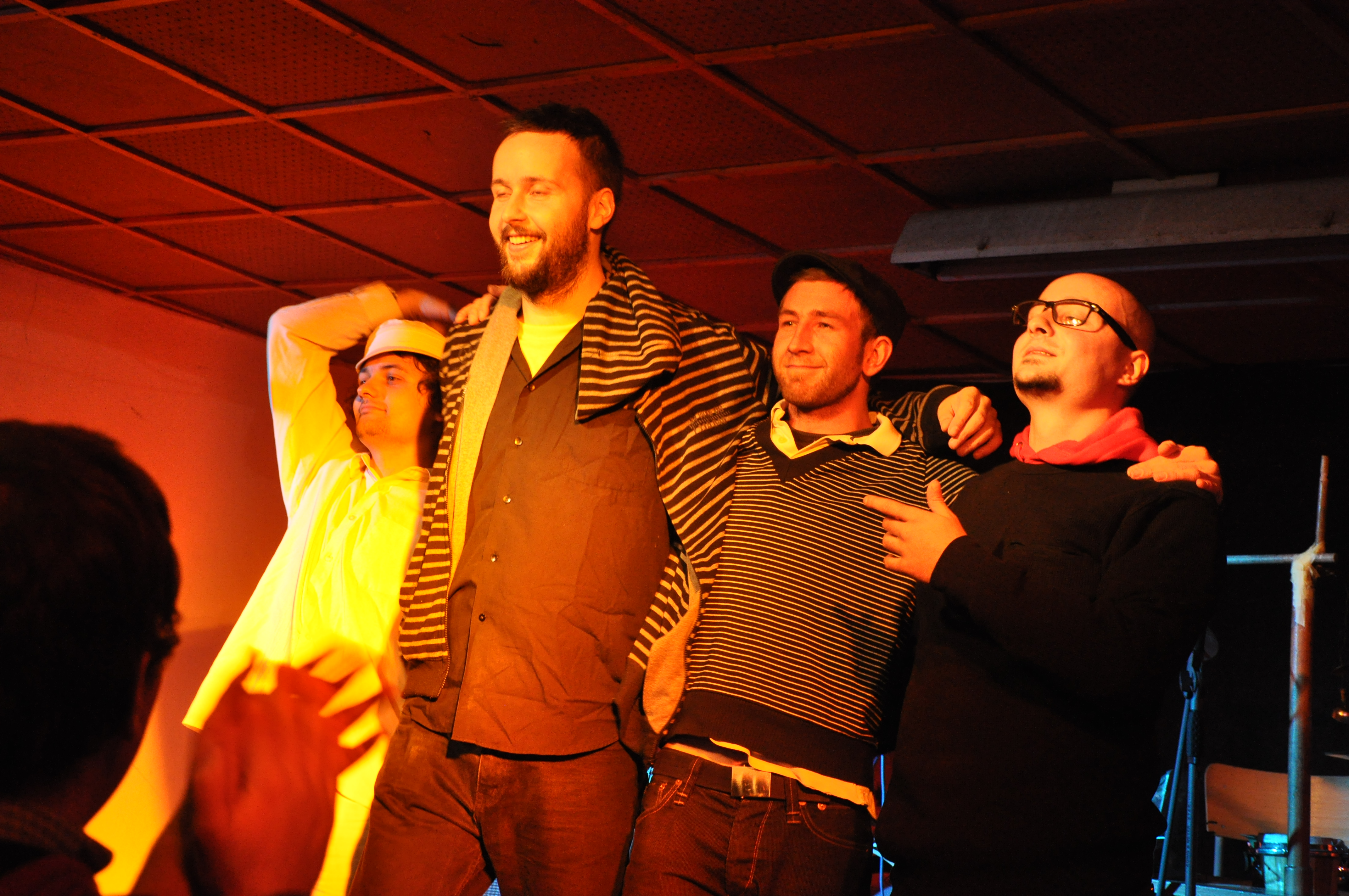
Květy
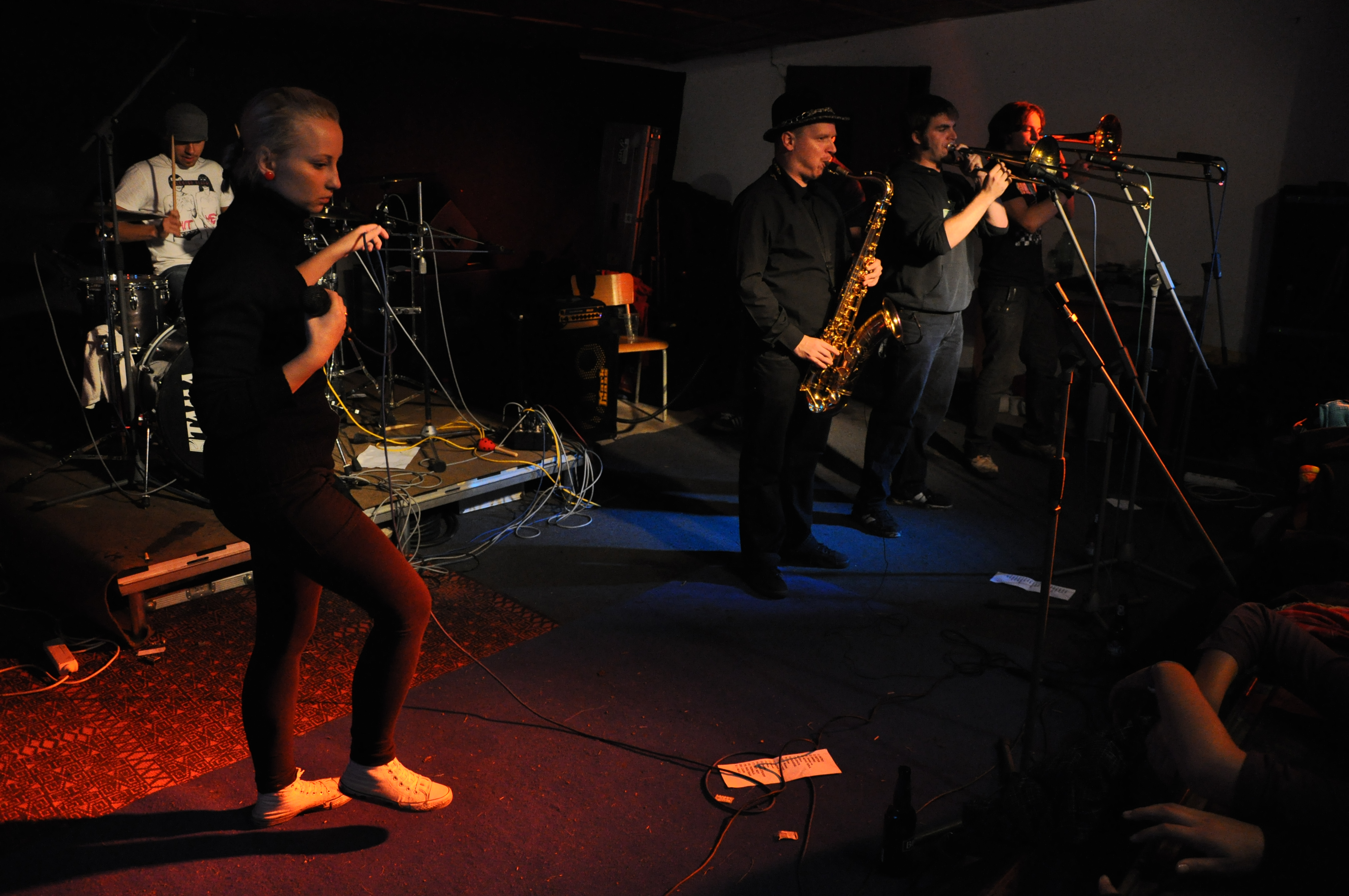
DiscoBalls
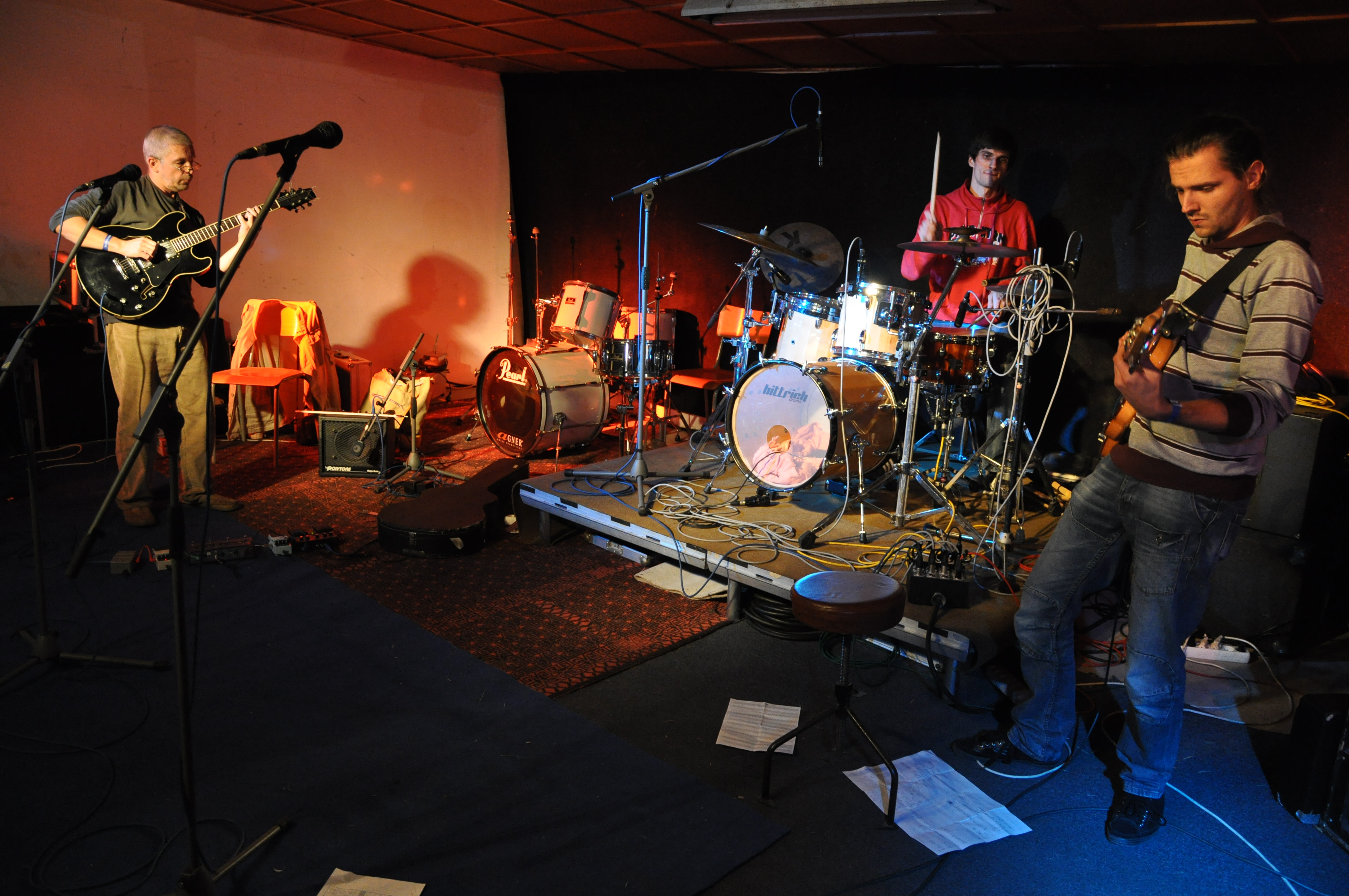
Železňák Trio
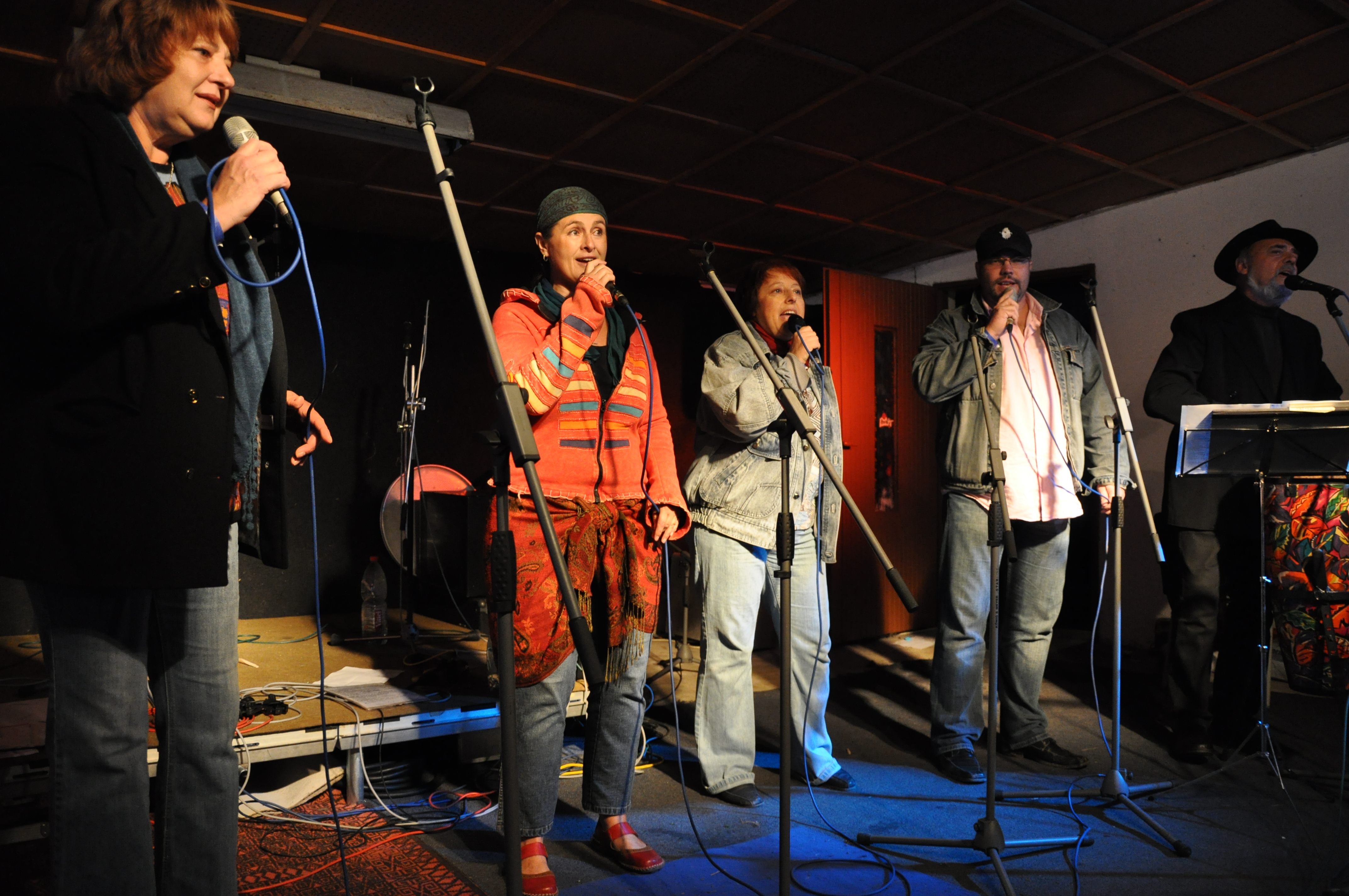
C&K Vocal

### 2011
Na konci srpna 2011 se uskutečnil 22. ročník festivalu Otevřeno Jimramov. Zahájení předcházela vernisáž výstavy fotografií Pavla Gregora. V doprovodném programu byly k vidění filmy Pějme píseň dohola a V hlavní roli já, v irském stanu hudba od skupin Chupacabra či Heart of Highlands a divadelní program si připravil Třešťský průměr. Na hudebním pódiu se pak představily např. Jericho, Blabovy stromy, Emergency Exit, Traband, Žamboši, Eliata a na závěr programu v evangelickém kostele vystoupila skupina Nebend.

Účastníci festivalu (2011; výběr)
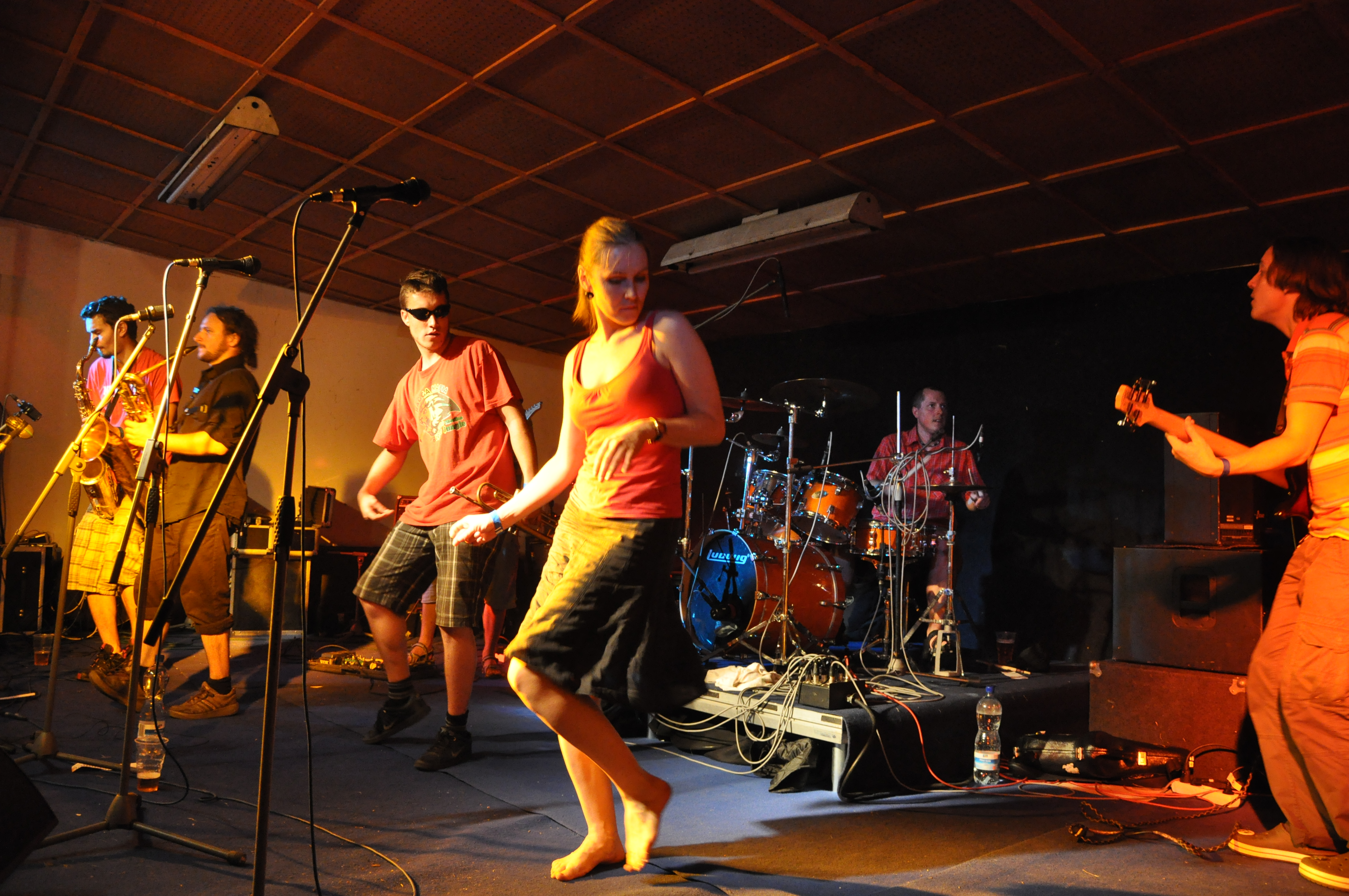
Basta Fidel
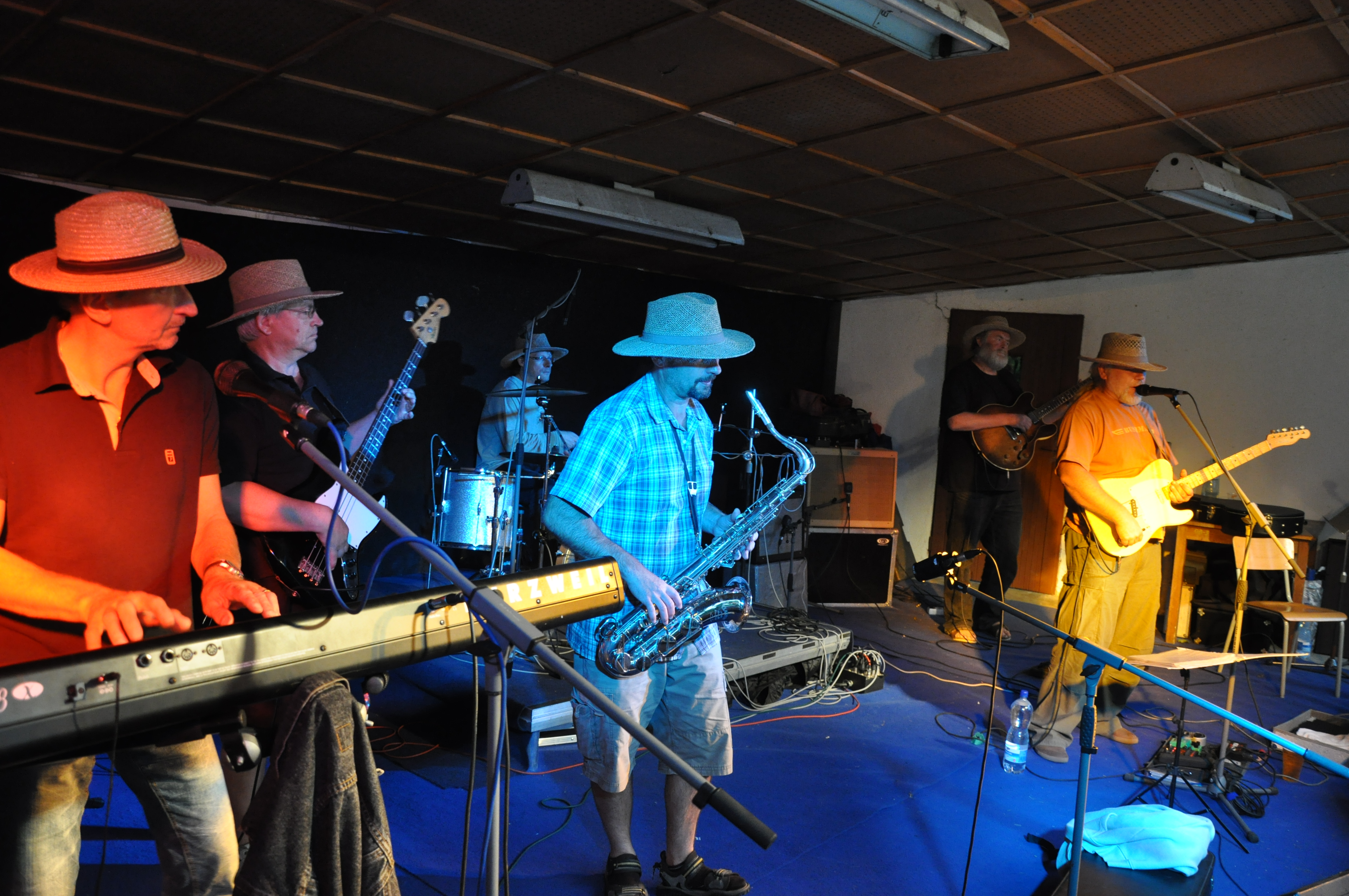
Gamba blues band
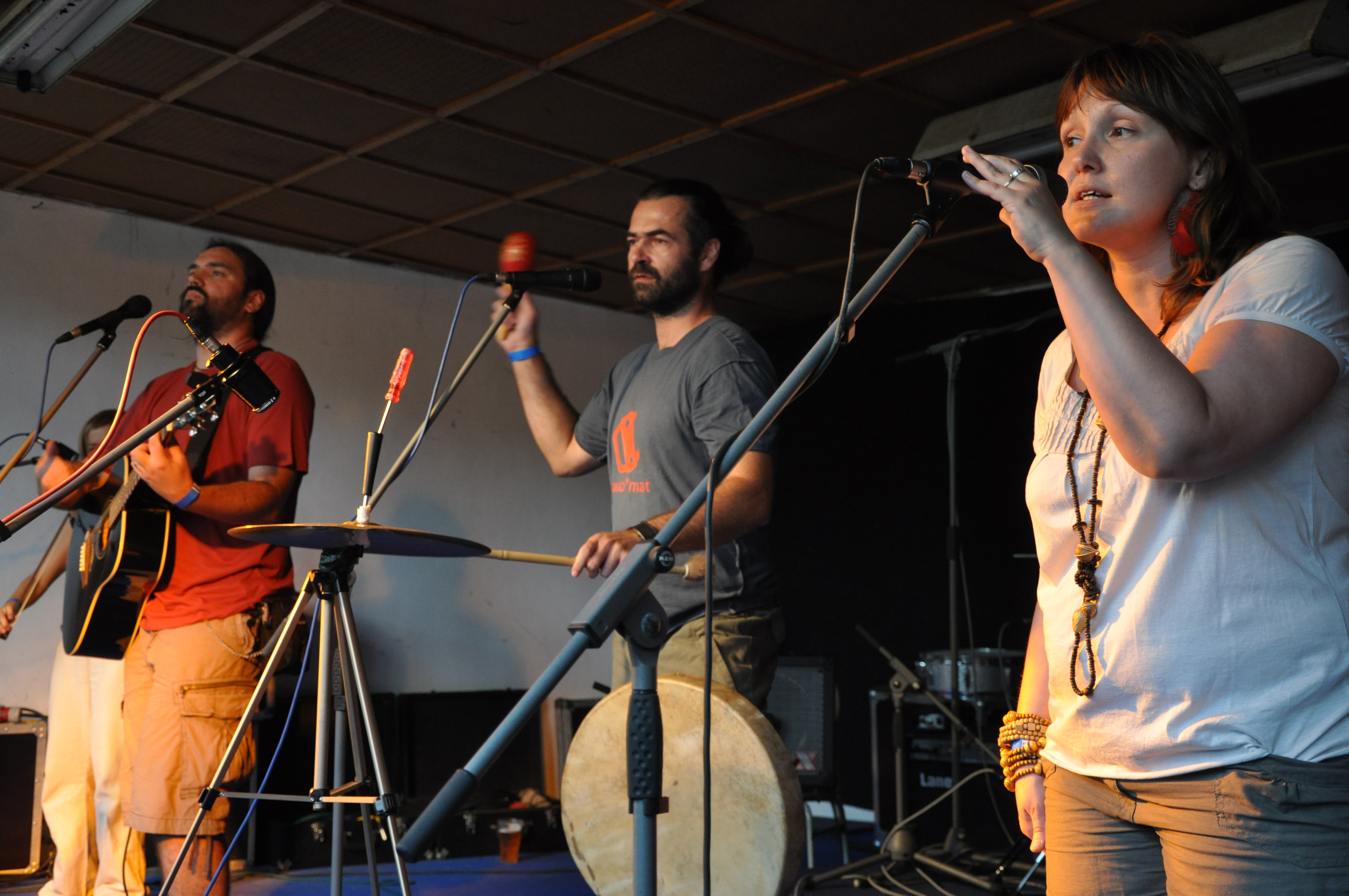
Zelené koule
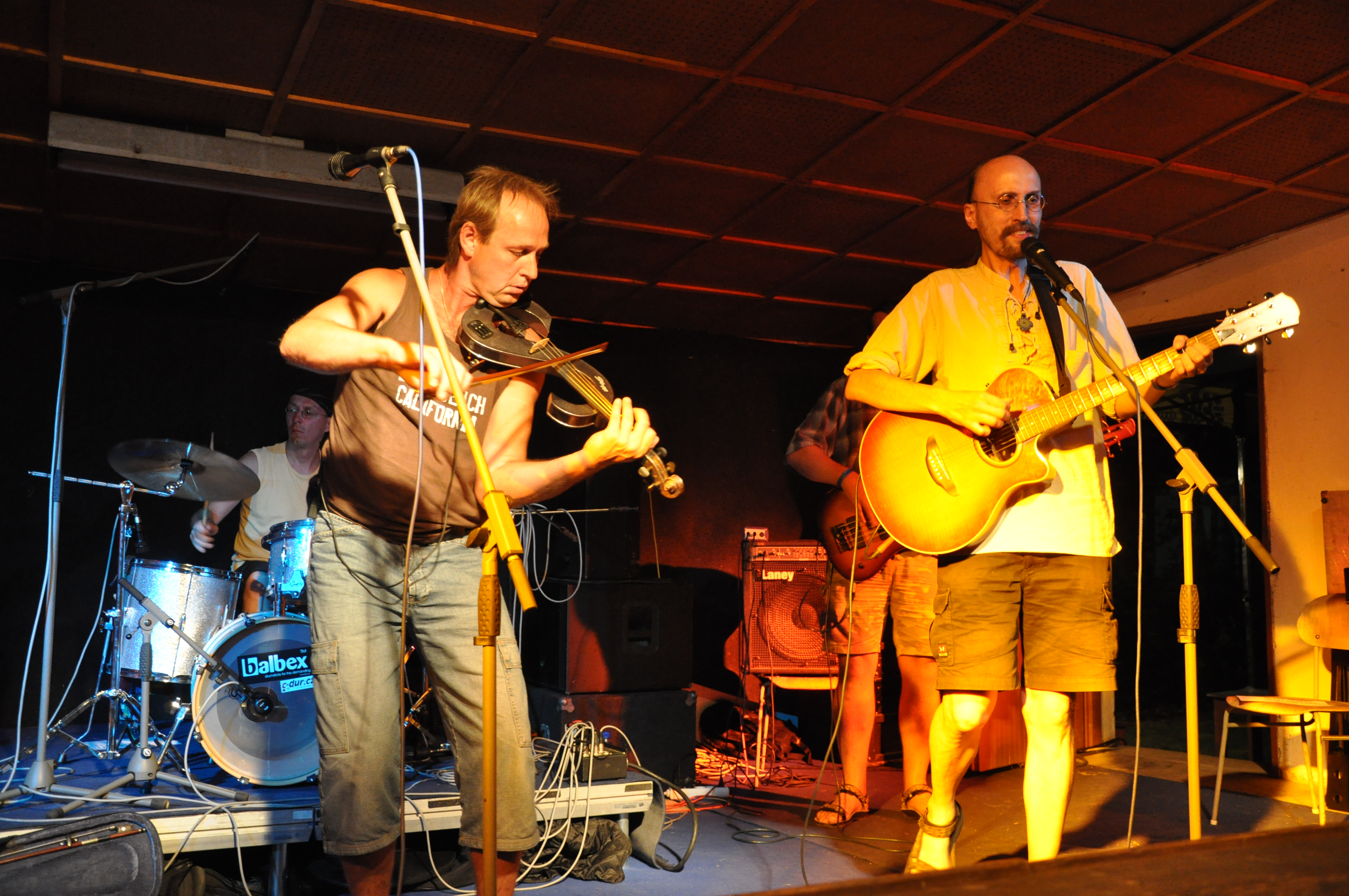
Pepa Lábus a spol.

### 2012

Účastníci festivalu (2012; výběr)
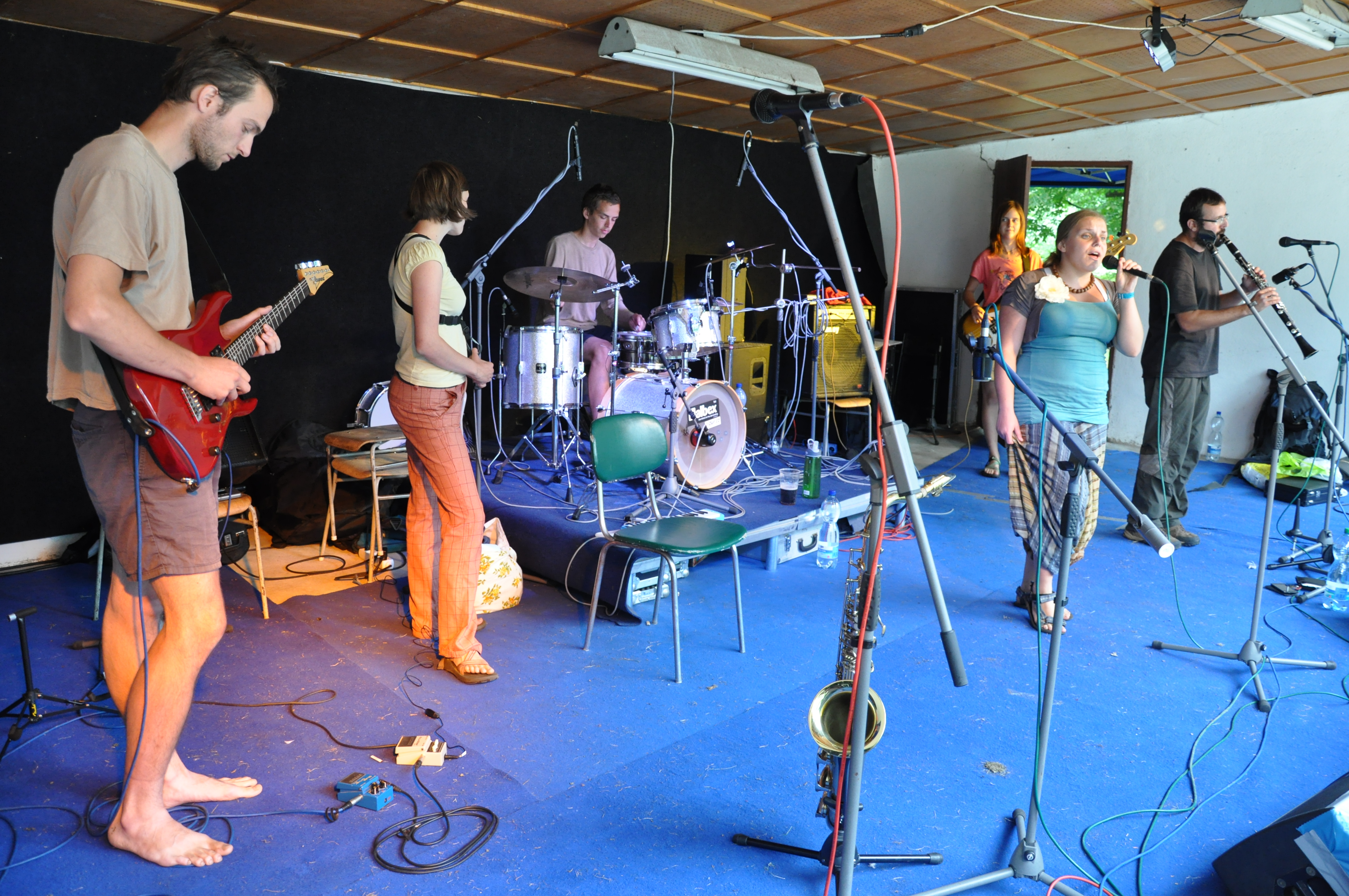
Koza na útesu
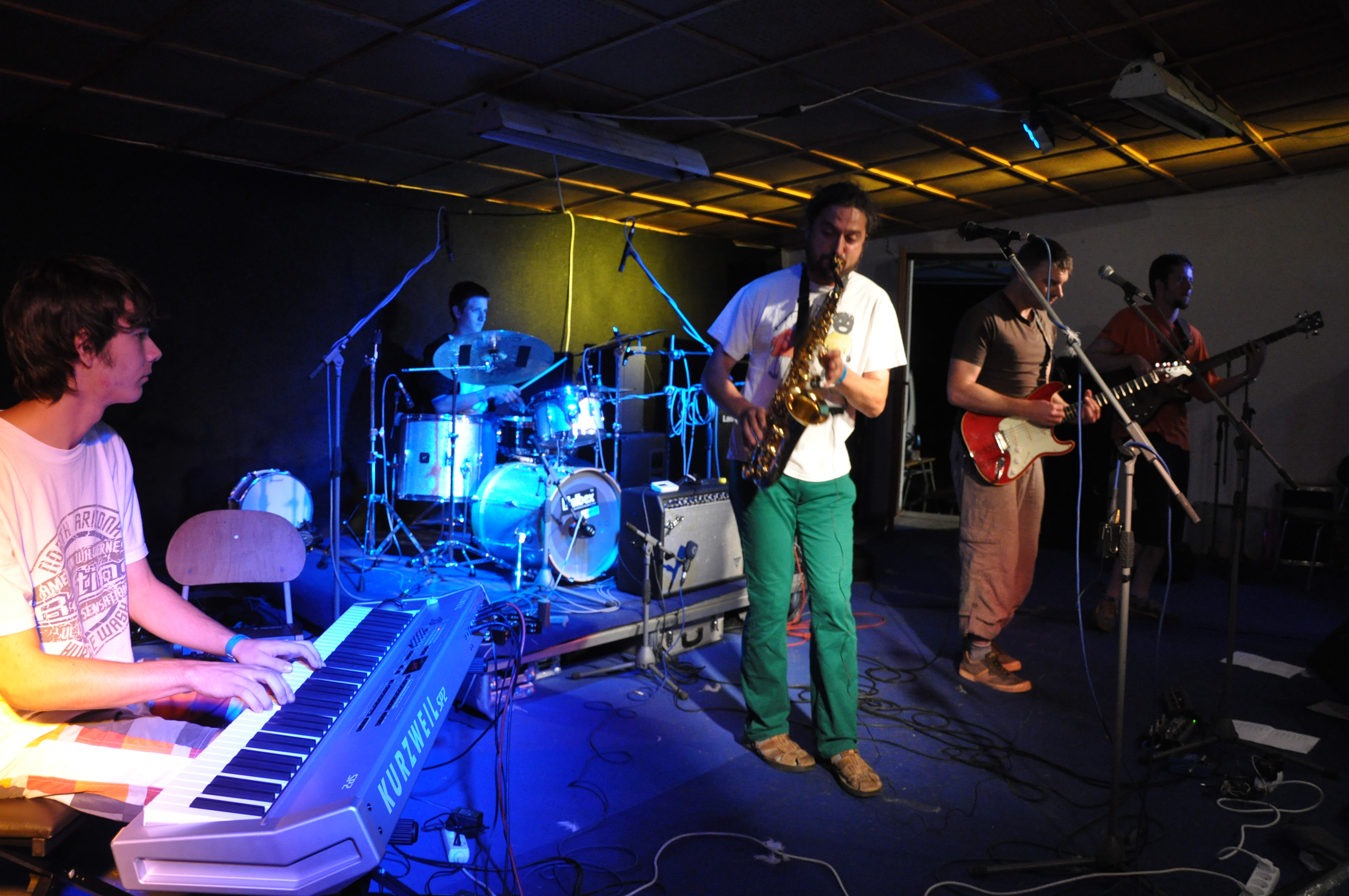
Metropolice
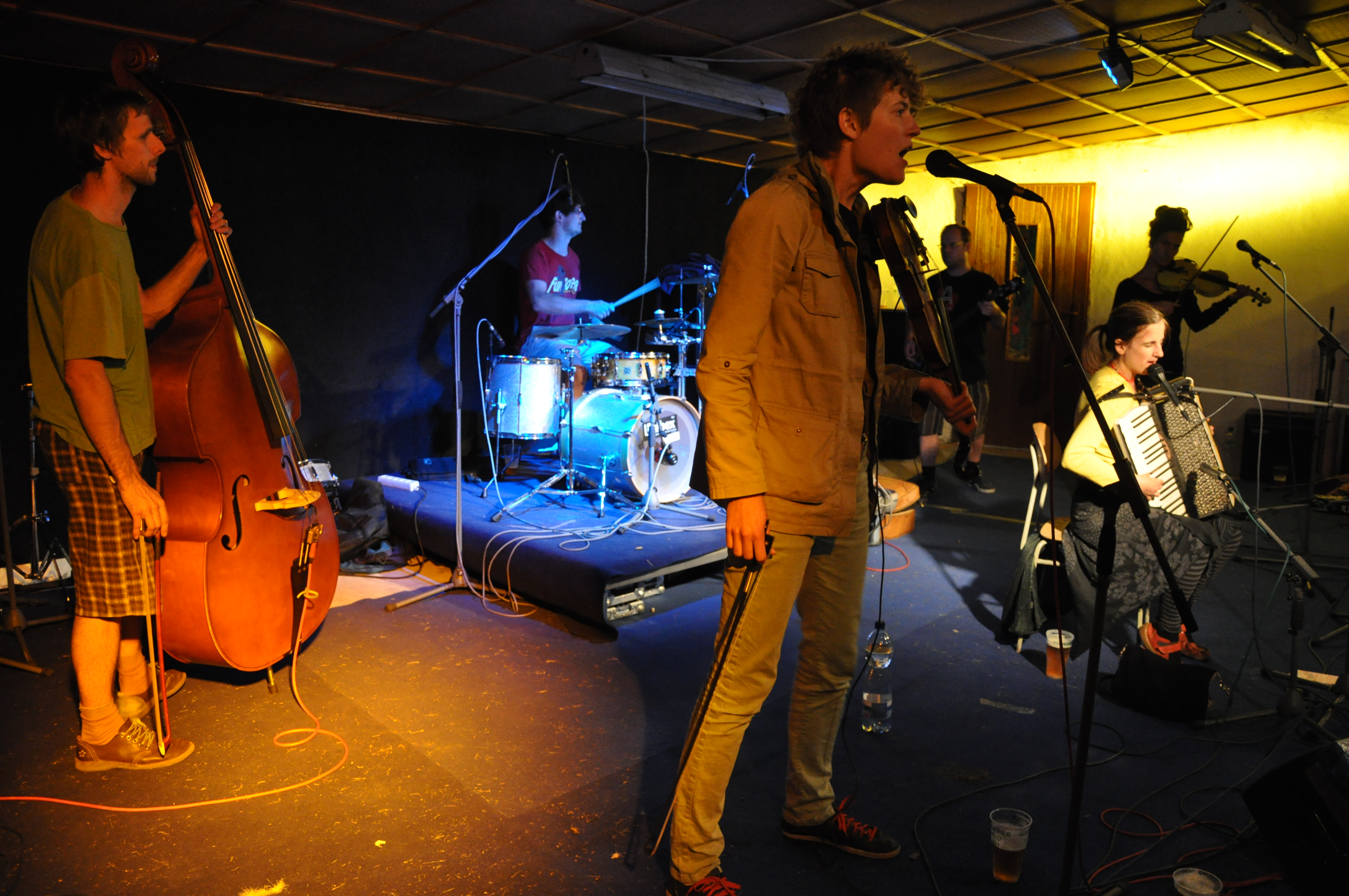
Vobezdud
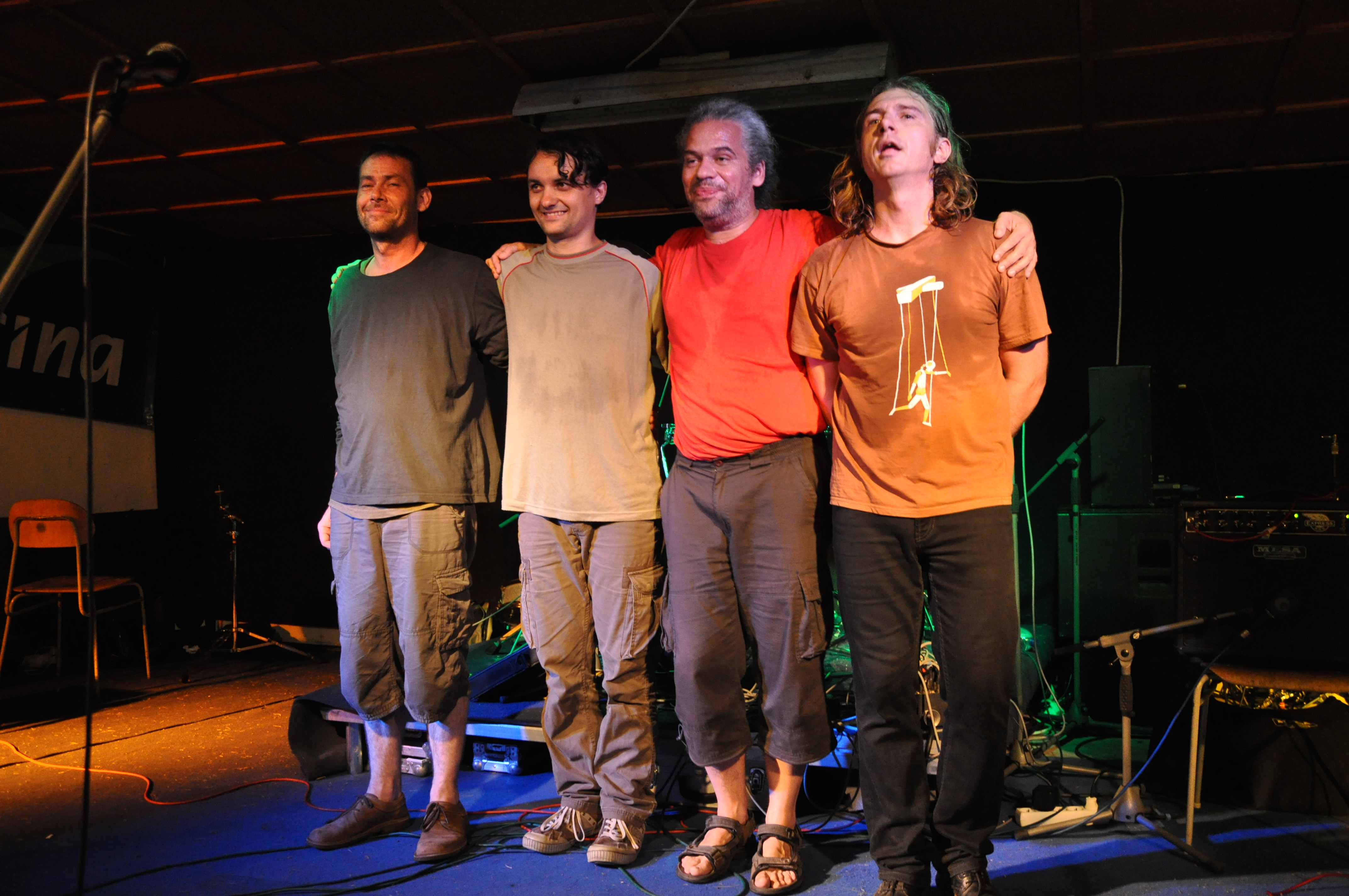
Ty Syčáci

### 2013

Účastníci festivalu (2013; výběr)
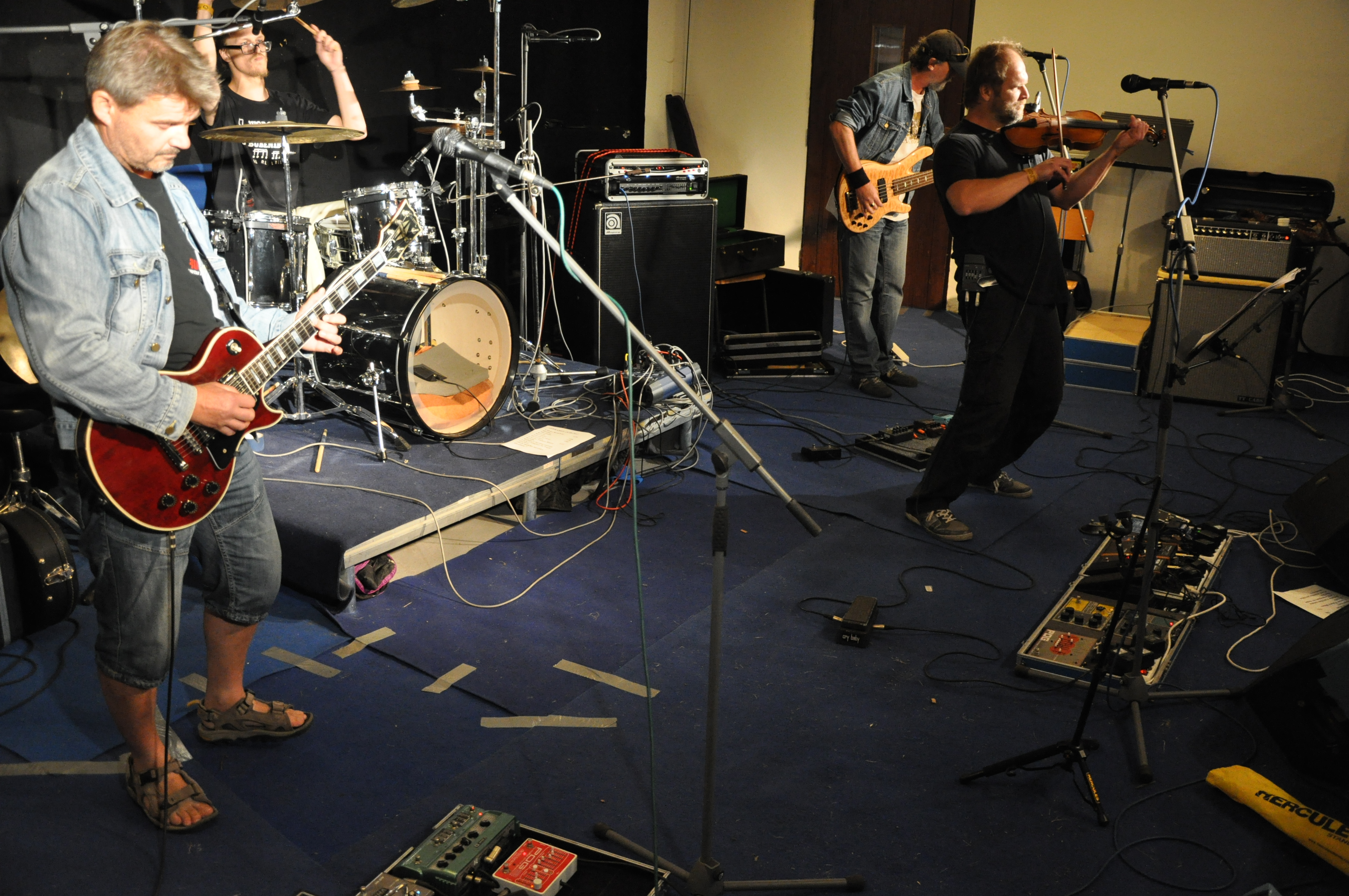
Aku-Aku
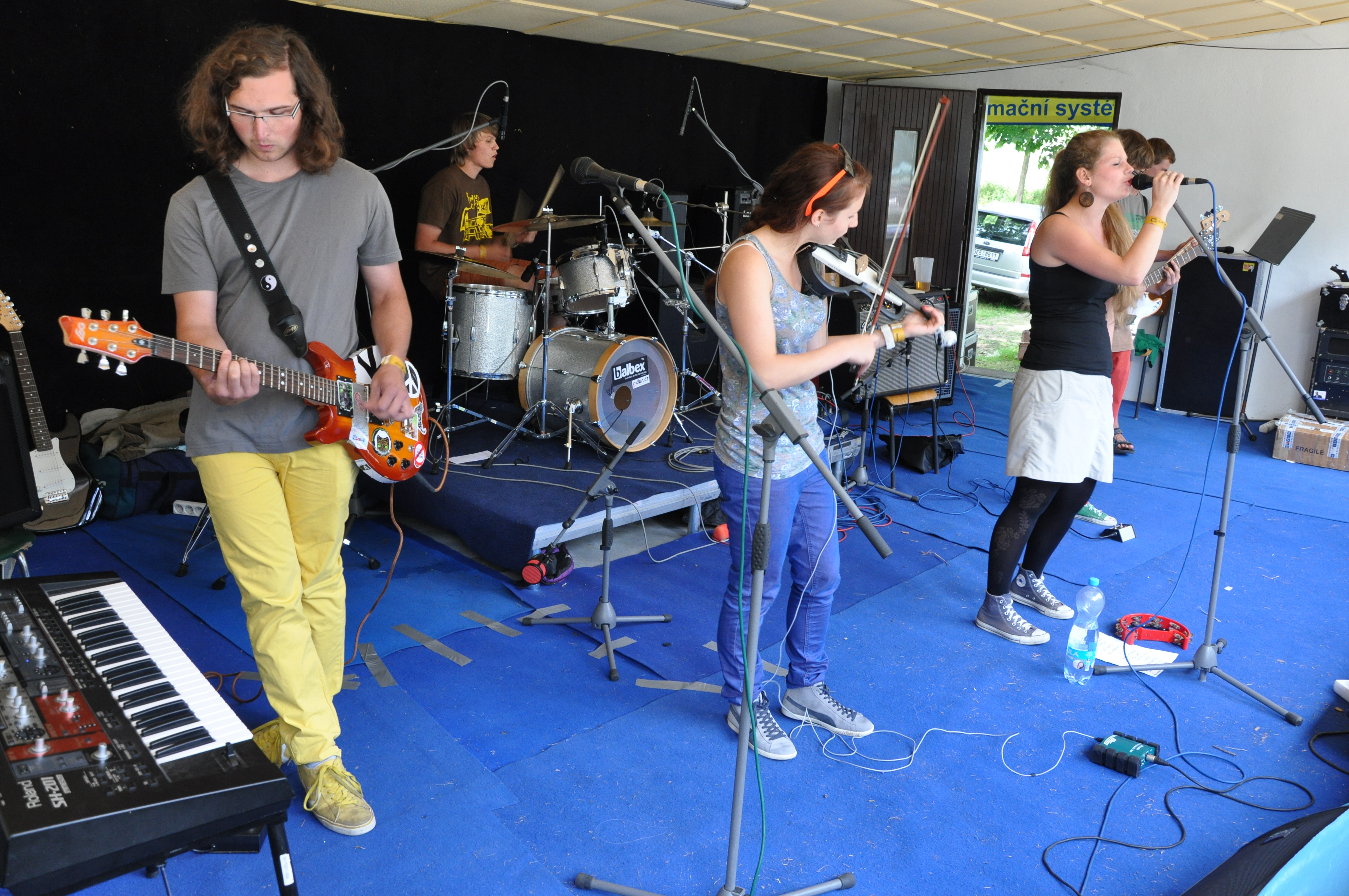
Boötes
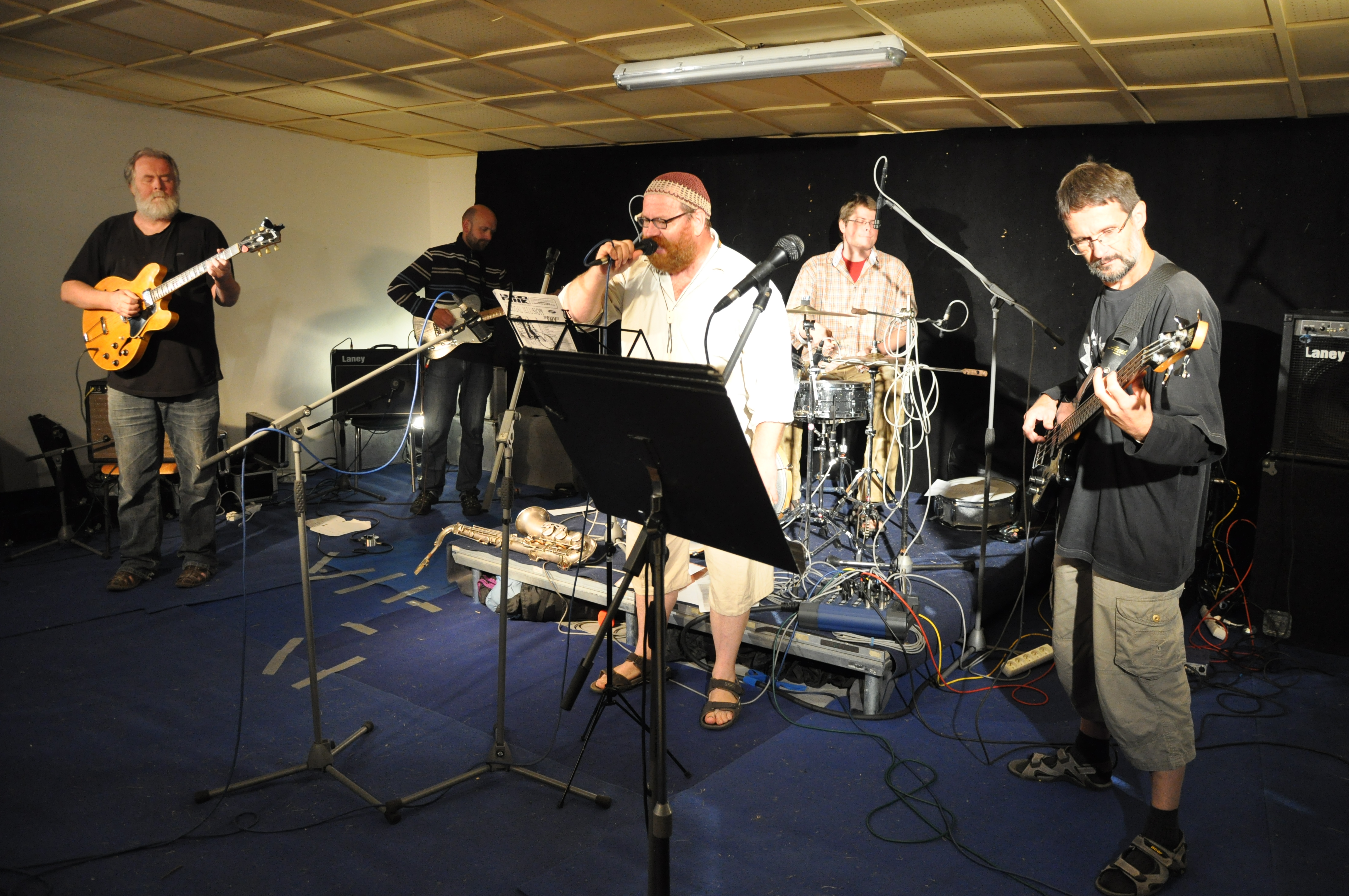
Jericho
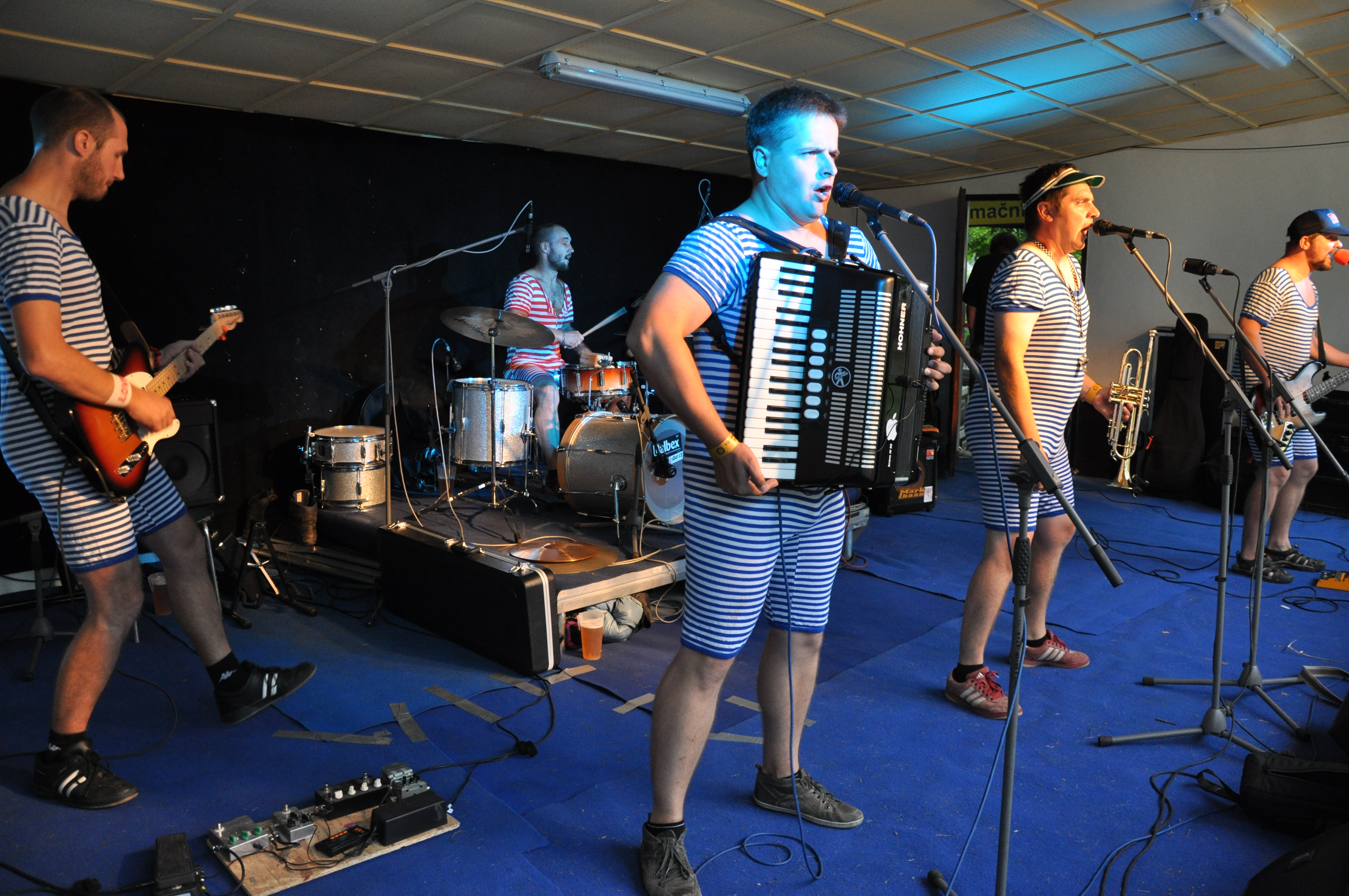
Skrznaskrz